# Campeonato Capixaba Série B 2021
In 2021 werd het 37ste Campeonato Capixaba Série B gespeeld voor voetbalclubs uit de Braziliaanse staat Espírito Santo. De competitie werd georganiseerd door de FES en werd gespeeld van 14 juli tot 4 september. Nova Venécia, dat slechts enkele maanden eerder opgericht werd kon de  titel veroveren. 

## Eerste fase

### Groep A
| Plaats | Club              | Wed. | W | G | V | Saldo | Ptn. |
| ------ | ----------------- | ---- | - | - | - | ----- | ---- |
| 1.     | Nova Venécia      | 8    | 7 | 0 | 1 | 22:7  | 21   |
| 2.     | CTE - Colatina    | 8    | 3 | 2 | 3 | 10:10 | 11   |
| 3.     | Forte Rio Bananal | 8    | 2 | 3 | 3 | 11:8  | 9    |
| 4.     | Aster             | 8    | 2 | 3 | 3 | 10:15 | 9    |
| 5.     | Sport             | 8    | 1 | 2 | 5 | 5:18  | 5    |

|  | Geplaatst voor tweede fase |

### Groep B
| Plaats | Club                | Wed. | W | G | V | Saldo | Ptn. |
| ------ | ------------------- | ---- | - | - | - | ----- | ---- |
| 1.     | Atlético Itapemirim | 8    | 5 | 3 | 0 | 11:4  | 18   |
| 2.     | Castelo             | 8    | 5 | 1 | 2 | 23:11 | 16   |
| 3.     | Porto Vitória       | 8    | 4 | 3 | 1 | 16:6  | 15   |
| 4.     | Capixaba            | 8    | 2 | 1 | 5 | 18:14 | 7    |
| 5.     | GEL                 | 8    | 0 | 0 | 8 | 5:38  | 0    |

## Tweede fase
In geval van gelijkspel gaat de club met het beste resultaat uit de competitie door.
|  | halve finale        | halve finale | halve finale | halve finale |  |                | finale | finale | finale | finale |
|  |                     |              |              |              |  |                |        |        |        |        |
|  |                     |              |              |              |  |                |        |        |        |        |
|  | Nova Venécia        | 2            | 4            | 6            |  |                |        |        |        |        |
|  | Castelo             | 1            | 0            | 1            |  |                |        |        |        |        |
|  |                     |              |              |              |  | Nova Venécia   | 1      |        | 1 (7)  |        |
|  |                     |              |              |              |  | CTE - Colatina | 1      |        | 1 (6)  |        |
|  | Atlético Itapemirim | 1            | 1            | 2 (3)        |  |                |        |        |        |        |
|  | CTE - Colatina      | 2            | 0            | 2 (4)        |  |                |        |        |        |        |

## Kampioen
| Campeonato Capixaba de 2021 - série B |
| Espírito Santo                        |
| ------------------------------------- |
| NOVA VENÉCIA Kampioen (1° titel)      |